# Modehaus M. Baltz

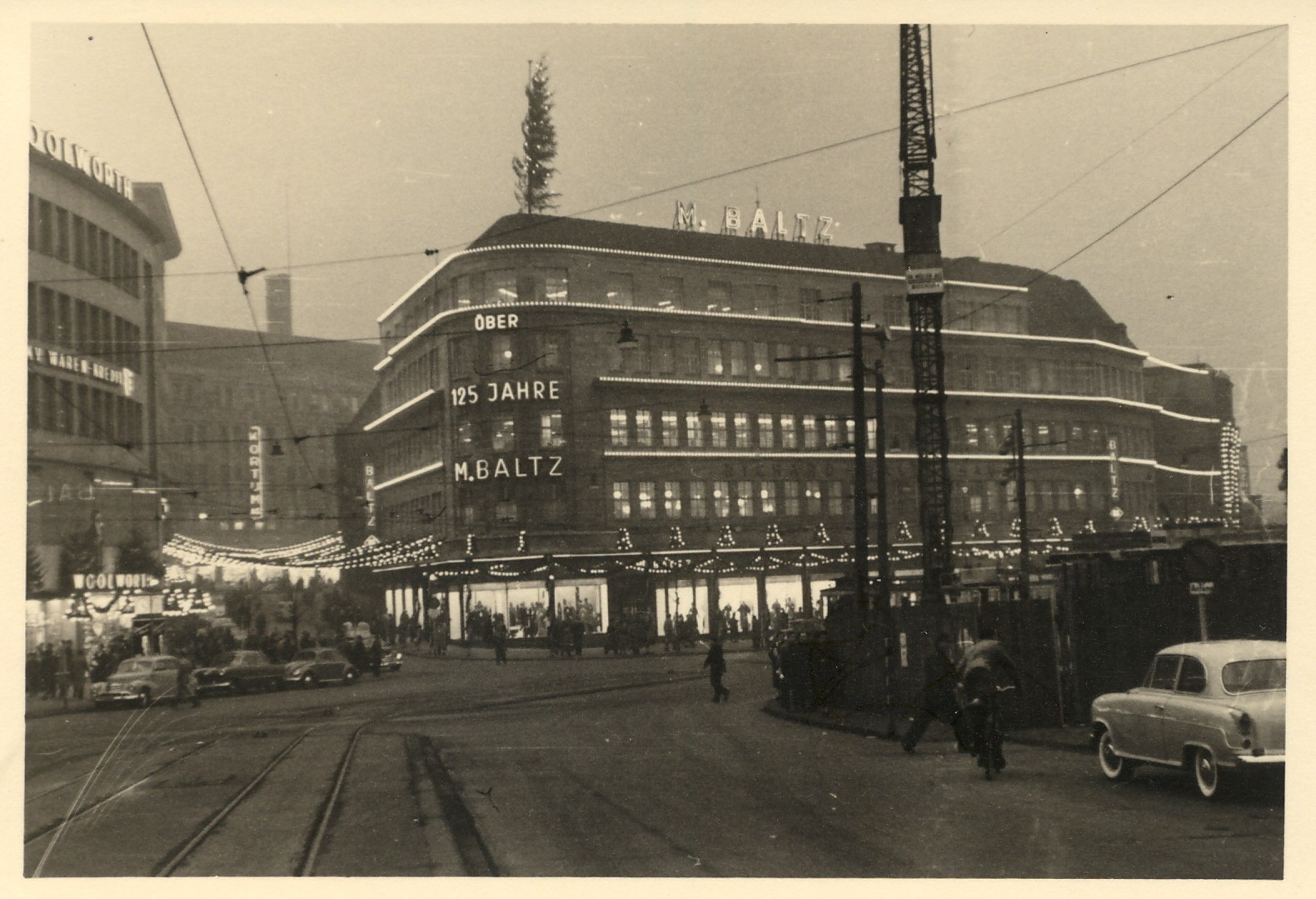
Modekaufhaus M. Baltz um 1957

Das Modehaus M. Baltz ist ein Textilkaufhaus in Bochum. Baltz ist das größte inhabergeführte Modehaus im Ruhrgebiet und hat seine Stammfiliale in der Bochumer Innenstadt. Das Familienunternehmen besteht seit fünf Generationen.

## Geschichte
1827 mietete der Blaufärber Moritz Baltz in dem damals noch kleinen Landstädtchen Bochum an der Oberen Markstraße (heute Bongardstraße) ein Haus. Er verkaufte dort auf 25 Quadratmetern hauptsächlich Blaudruck-Stoffe, zum Beispiel für Bauernkittel. Sein Betrieb wuchs langsam und 1843 konnte er an der Maarbrücke eine größere Textildruckerei und -färberei gründen. Um diese Zeit begann in Bochum die Industrialisierung mit der Einrichtung mehrerer Tiefbauzechen (u. a. Präsident, Carolinenglück) und des ersten Stahlwerkes (Meyer & Kühne, später Bochumer Verein) Fuß zu fassen. Der folgende Bevölkerungsanstieg vergrößerte auch für Baltz den Kundenstamm und der Schwerpunkt verlagerte sich von selbst gefärbten Stoffen zu Handelsware aus aller Welt. Gleichzeitig wurde das Sortiment immer breiter – von Arbeitskleidung bis zum Maßanzug, von Bettwäsche bis zum einzelnen Knopf war bei Baltz alles zu finden. Im Jahr 1852 war Erbe Conrad Baltz erst 20 Jahre alt. Seine stärkste Stütze wurde in dieser Anfangszeit die vier Jahre ältere Schwester Dora, die über ein ausgesprochenes Verkaufstalent verfügte. Bis 1884 wuchs die Verkaufsfläche auf 70 Quadratmeter.
Am 1. Januar 1900 trat Conrad Baltz von seinen Geschäften zurück. Der zu diesem Zeitpunkt 23-jährige Sohn Richard Baltz übernahm die Verantwortung für das wachsende Unternehmen. Bochum hatte in diesem Jahr schon 65.000 Einwohner und war eine regsame Mittelstadt geworden, die sich zu Lebzeiten von Richard Baltz zur Großstadt mit mehr als 300 000 Einwohnern entwickelte. „Gleichzeitig mit dem Haus Alsberg (Kortum) begann die Firma Baltz systematisch ihre Nachbargrundstücke aufzukaufen. Ihre Geschichte kann als Beispiel für die Entwicklung der Geschäftshäuser und für das Bochumer Geschäftsleben gelten.“ 1924 erfolgte der große Wurf, als Baltz von dem Essener Architekten Eduard Budde die kleinen Grundstücke zu einem einheitlichen Neubau zusammenfassen ließ. Im Jahr 1927 feierte Baltz im neuen Gebäude das 100-jährige Jubiläum der Firma. Das Textilkaufhaus M. Baltz brachte besondere Jubiläumsmarken heraus und führte eine Damenkonfektion ein. Baltz realisierte weitere Baumaßnahmen, die 1937 ihren Abschluss fanden. Das fertige viergeschossige Stammhaus mit der abgerundeten Ecke an der Schützenbahn war ein Meilenstein in der Entwicklung des Unternehmens. Zu diesem Zeitpunkt beschäftigte Baltz 650 Angestellte, 1939 waren es schon 750.
Ein Luftangriff an Pfingsten 1943 zerstörte Teile der Stadt. In der Nacht vom 12. auf den 13. Juni brannte das Modehaus fast komplett nieder. Der Verkauf fand in den folgenden Jahren in provisorischen Räumen statt. Nach dem Krieg ging die Firma daran, unter Leitung von Else Baltz, der Witwe des 1941 verstorbenen Richard Baltz, die Trümmer wegzuräumen. Das Unternehmen errichtete eine 400 Quadratmeter große Verkaufsfläche, die ab 1946 genutzt wurde. Langsam erholte Bochum sich von den Kriegswirren. Doch erst die Währungsreform 1948 schaffte die Basis für ein florierendes Geschäft. Am 3. November dieses Jahres eröffnete Baltz das fünfgeschossige Gebäude neu. Tausende Menschen strömten in die Stadt, um sich das große Modehaus anzuschauen. Im Jahr 1952 feierte Baltz sein 125-jähriges Bestehen. Seit dem Tod von Richard Baltz (senior) lag die Leitung des Modehauses in den Händen eines mit dem Unternehmen und Else Baltz vertrauten Mitarbeiterstabs wie Carl Hütten, Theodor Mühlenhöver, Otto Schütz und Franz Niodusch. Für die Zukunft galt weiter das Wort von Richard Baltz: „Auf dem alten Grunde Neues bauen jede Stunde“. 1962 trat dann Richard Baltz, der Sohn von Else und Richard Baltz in die Firma Baltz ein.
1991 errichtete Baltz einen Anbau zwischen Pariser Straße und Schützenbahn. 1997 integrierte Baltz Verkaufsflächen des ehemaligen Modehauses Fischer. 2001 eröffnete Baltz seine Filiale im Ruhr-Park und schaffte sich damit ein zweites Standbein. Es folgte auch der Umzug der Sportabteilung als Intersport Baltz in den Anbau des Sparkassengebäudes an der Schützenbahn.
Seit 2004, nach dem Tod von Richard Baltz, der über 40 Jahre lang in der Firma Baltz leitend tätig war, ist Andor Baltz alleiniger Geschäftsführer des Modehauses in fünfter Generation. Im Jahr 2009 baute die Firma das Untergeschoss des Stammhauses aus, wo Baltz Kinder- und Jugendkleidung präsentiert. Die Wäsche-, Strumpf- und Haustextilienabteilung in der vierten Etage bekam eine neue Lichtkuppel.
Im Jahr 2014 wurde ein neungeschossiger Neubau an der Schützenbahn errichtet. Das Unternehmen Baltz feierte 2017 seinen 190. Geburtstag.

## Filialen und Verkaufsflächen
Baltz führt Mode in zahlreichen Stilen und Preiskategorien. Verkauft werden Damen-, Herren-, Baby-, Kinder- und Jugendbekleidung. Das Unternehmen betreibt in seinem Stammhaus außerdem eine umfangreiche Heimtextilien-, Wäsche- und Strumpfabteilung. Sportmode finden die Kunden in einer eigenen Filiale.

### Stammhaus
Das Stammhaus liegt in der Bochumer Innenstadt zwischen Bongardstraße, Schützenbahn und Pariser Straße. Das Modehaus verfügt zu allen drei Seiten über Eingänge. Nach mehreren Um- und Erweiterungsbauten umfasst das historische Gebäude der Firma Baltz aktuell 14.000 Quadratmeter Verkaufsfläche.

### Filiale im Ruhr-Park
2001 eröffnete Baltz eine 3500 Quadratmetern große Filiale im Einkaufszentrum Ruhr-Park in Bochum-Harpen.

### Intersport
2001 verlagerte Baltz seine Sportabteilung in eine eigene Filiale an der Schützenbahn neben dem Stammhaus. Die Verkaufsfläche beträgt 800 Quadratmeter.
Neben Fitness- und Laufmode führt Baltz bei Intersport auch Outdoor- und Wanderbekleidung sowie Bademode.